# Liste der Biografien/Pard
Liste der Biografien |
Portal Biografien |
Personensuche
# |
A |
B |
C |
D |
E |
F |
G |
H |
I |
J |
K |
L |
M |
N |
O |
P |
Q |
R |
S |
T |
U |
V |
W |
X |
Y |
Z |
?
 
Pa |
Pc |
Pe |
Pf |
Ph |
Pi |
Pj |
Pk |
Pl |
Pm |
Pn |
Po |
Pr |
Ps |
Pt |
Pu |
Pv |
Pw |
Py
 
Paa |
Pab |
Pac |
Pad |
Pae |
Paf |
Pag |
Pah |
Pai |
Paj |
Pak |
Pal |
Pam |
Pan |
Pao |
Pap |
Paq |
Par |
Pas |
Pat |
Pau |
Pav |
Paw |
Pax |
Pay |
Paz
 
Para |
Parb |
Parc |
Pard |
Pare |
Parf |
Parg |
Parh |
Pari |
Park |
Parl |
Parm |
Parn |
Paro |
Parp |
Parq |
Parr |
Pars |
Part |
Paru |
Parv |
Parw |
Pary |
Parz
Die Liste der Biografien führt alle Personen auf, die in der deutschsprachigen Wikipedia einen Artikel haben. Dieses ist eine Teilliste mit 96 Einträgen von Personen, deren Namen mit den Buchstaben „Pard“ beginnt.

## Pard

### Parda
- Pardaillan d’Antin, Julie-Gillette de (* 1725), letzte Äbtissin der königlichen Abtei Fontevraud
- Pardaillan de Gondrin d’Antin, Pierre (1692–1733), französischer römisch-katholischer Bischof und Mitglied der Académie française
- Pardaillan de Gondrin, Louis Antoine de (1665–1736), französischer Adliger und Militär
- Pardaillan de Gondrin, Louis de (1707–1743), französischer Aristokrat und Militär, Großmeister der Freimaurer in Frankreich
- Pardaillan de Gondrin, Louis de (1727–1757), französischer Aristokrat und Militär
- Pardaillan, Louis Henri de, französischer Adliger
- Pardaillan, Roger Hector de, französischer Adliger und Militär
- Pardalos, Kristina (* 1973), san-marinesische Juristin, Richterin am Europäischen Gerichtshof für Menschenrechte
- Pardàs i Roure, Miquel (1817–1872), katalanischer Musiktheoretiker und Choreograph
- Pardatscher, Anton (1869–1922), österreichischer Architekt
- Pardavé, Joaquín (1900–1955), mexikanischer Schauspieler, Regisseur, Drehbuchautor und Songwriter
- Pardavi, Márta, ungarische Menschenrechtlerin und Juristin
- Pardavý, Ján (* 1971), slowakischer Eishockeyspieler

### Parde
- Pardé, Maurice (1893–1973), französischer Hydrologe
- Pardee, Alex (* 1976), US-amerikanischer Maler, Grafikdesigner und Comiczeichner
- Pardee, Arthur B. (1921–2019), US-amerikanischer Biochemiker, Pharmakologe und Hochschullehrer
- Pardee, George (1857–1941), US-amerikanischer Politiker
- Pardee, Harold E. B. (1886–1973), amerikanischer Kardiologe
- Pardee, Joseph (1871–1960), US-amerikanischer Geologe
- Pardeik, Erik (* 1990), deutscher Politiker (AfD)
- Pardekooper, Kelly (* 1968), US-amerikanischer Songwriter und Countrymusiker
- Pardeller, Georg (* 1942), italienischer Gewerkschafter und Politiker (Südtirol)
- Pardew, Alan (* 1961), englischer Fußballspieler und -trainer
- Pardew, James W. (1944–2021), US-amerikanischer Diplomat, Botschafter in Bulgarien
- Pardey, Ernst August (1736–1775), deutscher lutherischer Garnisonprediger, Stadt- und Gemeindepfarrer sowie Autor
- Pardey, Philip (* 1953), australischer Agrarökonom
- Pardeza, Miguel (* 1965), spanischer Fußballspieler

### Pardi
- Pardi, Jon (* 1985), US-amerikanischer Countrysänger
- Pardi, Norbert (* 1981), ungarischer Biochemiker und Wissenschaftler
- Pardilla, Sergio (* 1984), spanischer Radrennfahrer
- Pardin, Wesley (* 1990), französischer Handballspieler
- Pardiñas, Ulyses F. J. (* 1969), argentinischer Mammaloge und Paläontologe
- Pardiñas, Yerú (* 1955), uruguayischer Politiker
- Pardini, Corrado (* 1965), Schweizer Politiker (SP) und Gewerkschafter (Unia)
- Pardini, Olivier (* 1985), belgischer Radrennfahrer

### Pardl
- Pardlo, Gregory (* 1968), US-amerikanischer Autor und Hochschullehrer

### Pardo
- Pardo Andretta, Antonio José (* 1970), venezolanischer Skirennläufer
- Pardo Bazán, Emilia (1851–1921), spanische Schriftstellerin
- Pardo Bolland, Salvador (* 1901), mexikanischer Botschafter
- Pardo de Tavera, Juan (1472–1545), Erzbischof von Toledo
- Pardo i Artigas, Francesc (1946–2022), spanischer Geistlicher und römisch-katholischer Bischof von Girona
- Pardo Llada, José (1923–2009), kubanischer Journalist und Politiker
- Pardo Tovar, Andrés (1911–1972), kolumbianischer Soziologe, Musikethnologe und Folklorist
- Pardo y Barreda, José (1864–1947), peruanischer Politiker, Präsident von Peru (1904–1908 und 1915–1919)
- Pardo, Alejandro Daniel (* 1978), argentinischer römisch-katholischer Geistlicher, Weihbischof in Buenos Aires
- Pardo, Arvid (1914–1999), maltesischer DiplomatArvid Pardo (1914–1999)

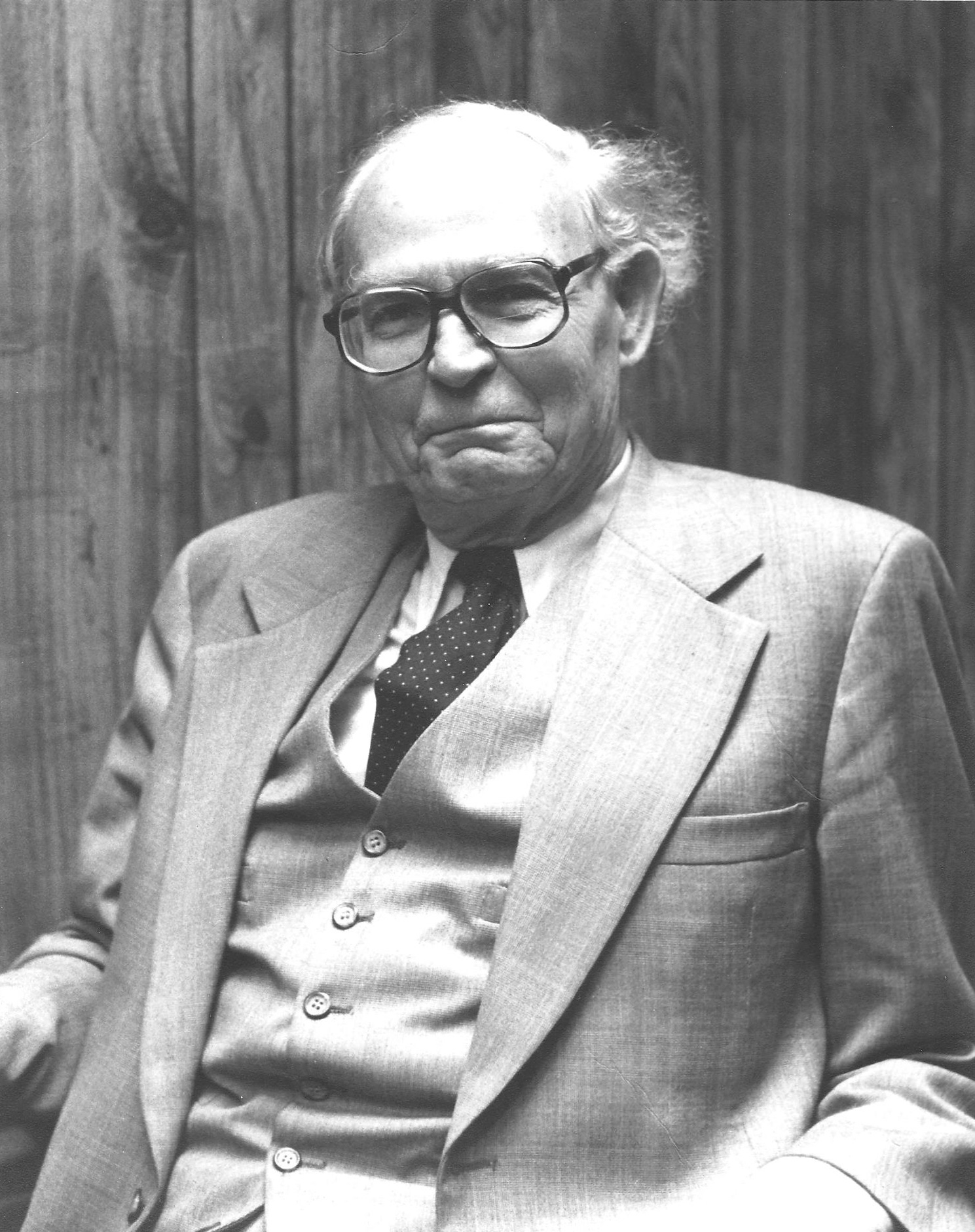
Arvid Pardo (1914–1999)

- Pardo, Atanasio (1900–1994), chilenischer Fußballspieler
- Pardo, Benito, spanisch-mexikanischer Fußballspieler
- Pardo, Bernard (* 1960), französischer Fußballspieler
- Pardo, Carlos (1975–2009), mexikanischer Automobilrennfahrer
- Pardo, David ben Jakob (1719–1792), jüdischer Gelehrter
- Pardo, Don (1918–2014), US-amerikanischer Radio- und Fernsehmoderator
- Pardo, Felipe (* 1990), kolumbianischer Fußballspieler
- Pardo, Gennaro (1865–1927), italienischer Maler
- Pardo, Guilherme (* 1981), brasilianischer Badmintonspieler
- Pardo, Herbert (1887–1974), deutscher Jurist und Politiker (SPD), MdHB
- Pardo, Iván (* 1995), chilenischer Fußballspieler
- Pardo, J. D. (* 1980), US-amerikanischer SchauspielerJ. D. Pardo (* 1980)

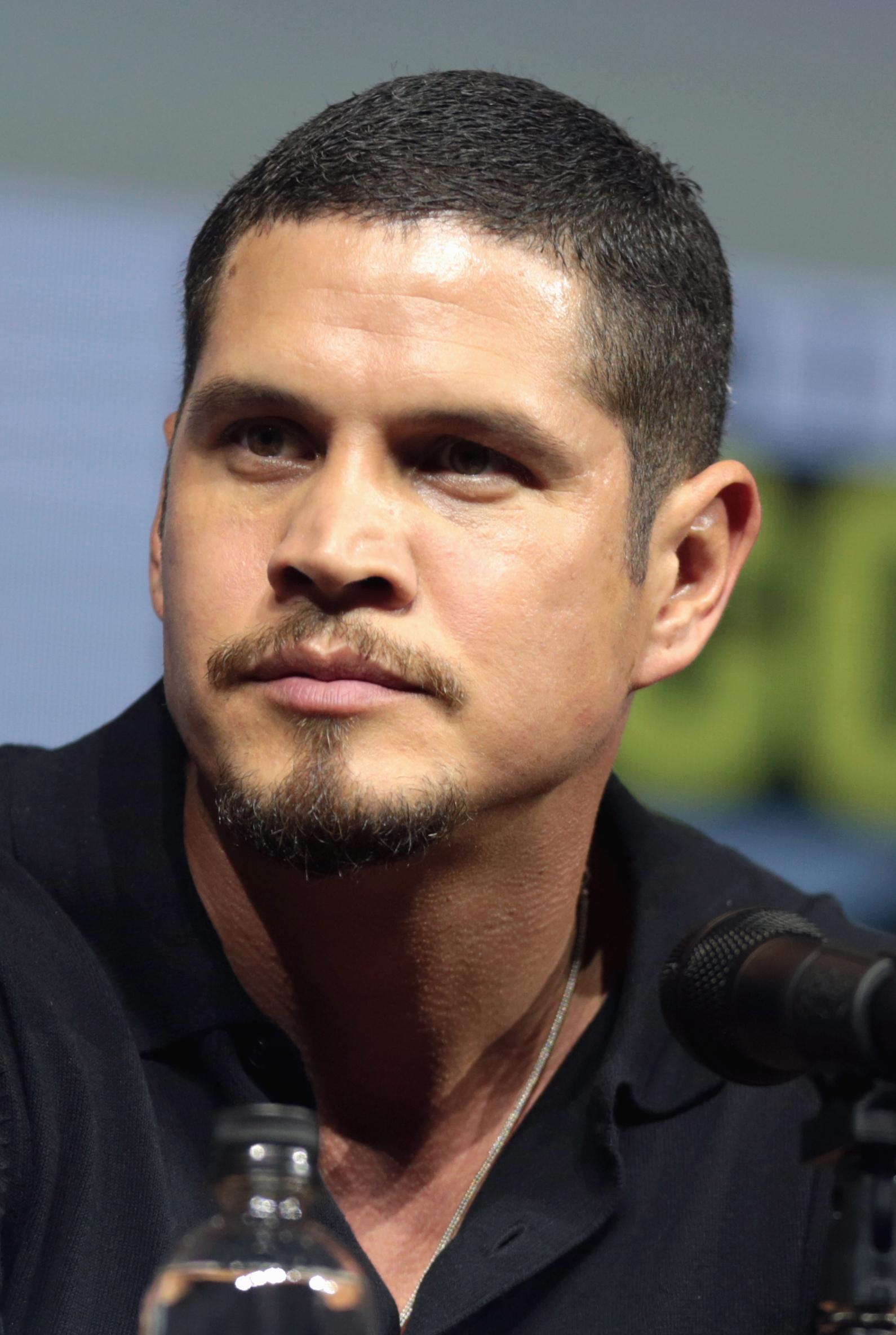
J. D. Pardo (* 1980)

- Pardo, Joaquín (1946–2020), kolumbianischer Fußballspieler
- Pardo, Jorge (* 1956), spanischer Flamencojazz-Musiker
- Pardo, Jorge (* 1963), kubanisch-US-amerikanischer Künstler
- Pardo, Juan, spanischer Entdecker und Eroberer
- Pardo, Juan (* 1993), spanischer Pokerspieler
- Pardo, Justo Gil (1910–1936), spanischer Oblate der Makellosen Jungfrau Maria, Märtyrer
- Pardo, Luis (1882–1935), chilenischer Kapitän des Dampfschiffes Yelcho
- Pardo, Luis G. (1867–1931), mexikanischer Botschafter
- Pardo, Manuel (1834–1878), peruanischer Politiker, Staatspräsident
- Pardo, Mercedes (1888–1943), spanische Theaterschauspielerin
- Pardo, Mercedes (1921–2005), venezolanische Malerin
- Pardo, Nidia (* 1984), venezolanische Gewichtheberin
- Pardo, Orlando Luis (* 1971), kubanischer Schriftsteller, Journalist und Fotograf
- Pardo, Pável (* 1976), mexikanischer FußballspielerPável Pardo (* 1976)

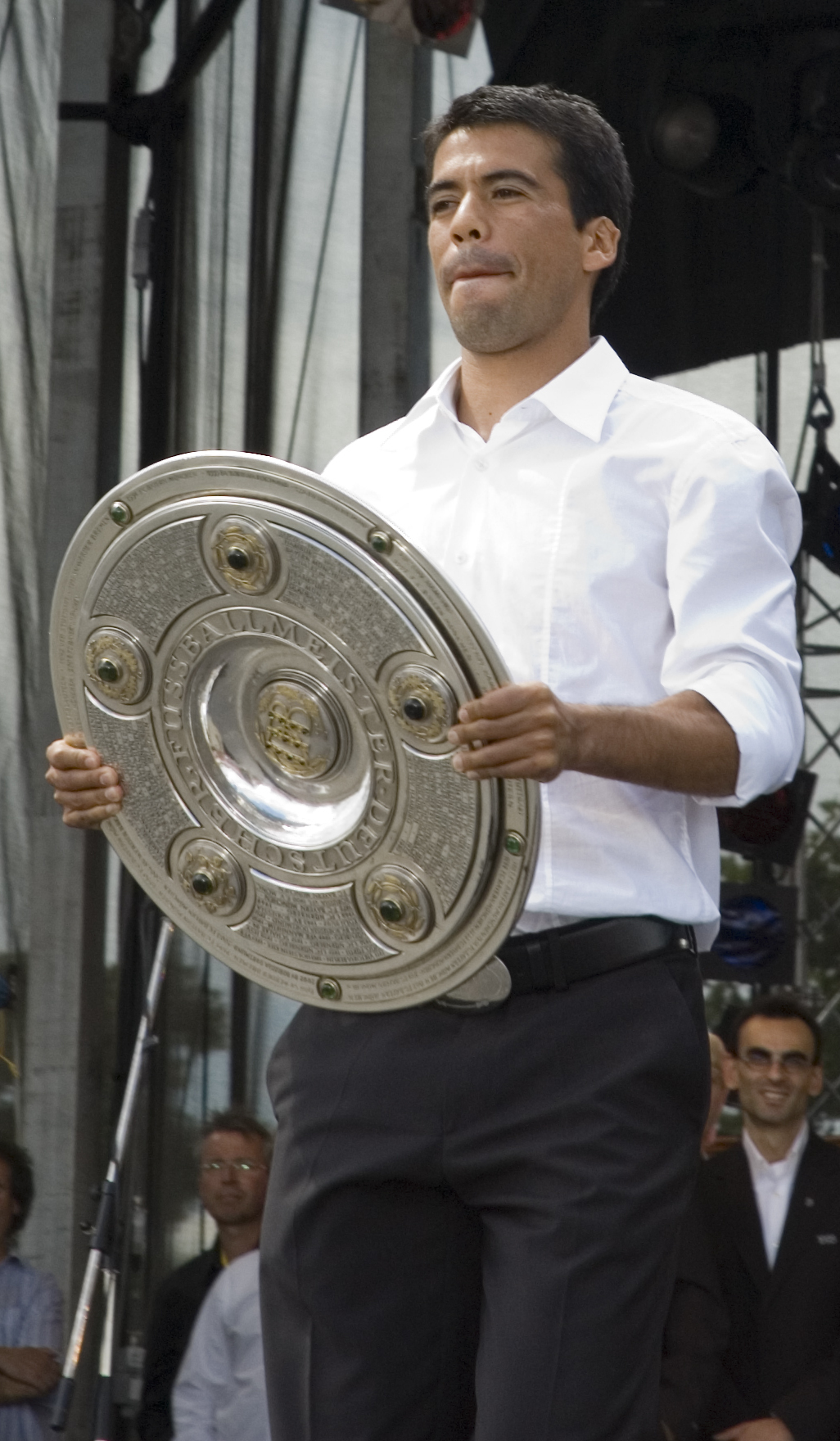
Pável Pardo (* 1976)

- Pardo, Rob (* 1971), US-amerikanischer Spieleentwickler
- Pardo, Rubén (* 1992), spanischer Fußballspieler
- Pardo, Sebastián (* 1982), chilenischer Fußballspieler
- Pardo, Sharon (* 1971), israelischer Politikwissenschaftler und Völkerrechtler
- Pardo, Tamir (* 1953), israelischer Offizier und Direktor des Mossad
- Pardo, Urko (* 1983), spanisch-belgischer Fußballtorwart
- Pardoe, Glyn (1946–2020), englischer Fußballspieler
- Pardoe, Julia (1804–1862), englische Schriftstellerin und Reisende
- Pardoën, Pierre (1930–2019), französischer Radrennfahrer
- Pardon, Heinrich (1910–1968), deutscher Politiker (SPD), MdL
- Pardon, Helmut (1923–1985), deutscher Politiker (SPD), MdL
- Pardon, John (* 1989), US-amerikanischer Mathematiker
- Pardón, Jorge (1905–1977), peruanischer Fußballtorwart
- Pardon, Keith (1912–2001), australischer Hammer- und Diskuswerfer

### Pards
- Pardsakorn Sripudpong (* 1994), thailändischer Fußballspieler

### Pardu
- Pardue, Kelsey, US-amerikanische Fußballspielerin
- Pardue, Kip (* 1975), US-amerikanischer Schauspieler
- Pardue, Mary-Lou (1933–2024), US-amerikanische Genetikerin
- Pardue, Ray Scott, US-amerikanischer Sänger
- Parduhn, Timo (* 1974), deutscher American-Football-Spieler
- Pardulf von Gueret, frühmittelalterlicher Einsiedler und späterer Abt des Klosters von Guéret
- Pardun, Arno (1903–1943), deutscher paramilitärischer Aktivist und Komponist
- Pardun, Hermann (1908–2009), deutscher Lebensmittelchemiker und Lebensmitteltechnologe

### Pardy
- Pardy, Adam (* 1984), kanadischer Eishockeyspieler